# Ал Собранте
Джон Кифмайър (на английски: John Kiffmeyer), познат още като Ал Собранте (Al Sobrante), е първият барабанист на групата Green Day.  Прякорът му е свързан с родното му място – Ел Собранте в Калифорния.

## Биография
Джон Кифмайър е роден в Калифорния през 1969 година. Неговото първо представяне на пънк сцената е като барабанист на групата Isocracy, която е популярна в Източния залив и се изявява основно в известния клуб 924 Gilman Street.
Кифмайър печели известност най-вече с групата Green Day, за чието сформиране помага след края на Isocracy. Със своя опит и връзки в музикалните среди Кифмайър допринася за утвърждаването на младата група. Сред познатите, към които се обръща за подкрепа, е популярният в Източния залив музикален издател Лари Ливърмор, съосновател на звукозаписната компания Lookout! Records. Първите изяви на Green Day са в Контра Коста Колидж (Contra Costa College), където Кифмайър е студент по журналистика. Заради успеха им Ливърмор приема да издаде записи на Green Day и първият албум на групата „39/Smooth“ е издаден от Lookout! Records.
През 1990 Кифмайър напуска групата, за да посещава колеж в щатския университет „Хумболд“ в Арката, Калифорния. По-късно се присъединява към групата Ne'er Do Wells, но напуска изненадващо през 1994. След като известно време участва в пънк групата The Ritalins, той става мениджър на The Shruggs до разпускането на групата.
Кифмайър продуцира албума „The Lost Troublemakers Album“ на The Troublemakers, гаражна група от Сакраменто, Калифорния. Понастоящем живее в Сан Франциско, Калифорния заедно със съпругата си Грета и малкия си син Лоло.